# Green Flag Award
De Green Flag Award is een internationale accreditatie die wordt toegekend aan openbaar toegankelijke parken en open ruimten. In oktober 2021 bezaten 2227 parken en open ruimtes een Green Flag Award.
De Green Flag Award werd geïntroduceerd in 1996. Hij werd voor het eerst uitgereikt in 1997 door het Britse Ministry of Housing, Communities and Local Government. De bedoeling was om normen rond goed parkbeheer vast te stellen, de financiering van parken te rechtvaardigen en het verhogen van parkbezoekers.
De eigenaars van locaties die de accreditatie willen krijgen, betalen een vergoeding om jaarlijks beoordeeld te worden door vrijwillige juryleden. De aspecten waarop ruimtes worden beoordeeld zijn:
1. A Welcoming Place
2. Healthy, Safe and Secure
3. Well Maintained and Clean
4. Environmental Management
5. Biodiversity, Landscape and Heritage
6. Community Involvement
7. Marketing and Communication
8. Management

1. Een gastvrije plek
2. Gezond, veilig en beveiligd
3. Goed onderhouden en schoon
4. Milieubeheer
5. Biodiversiteit, landschap en erfgoed
6. Betrokkenheid van de gemeenschap
7. Marketing en communicatie
8. Beheer

Het niet voldoen aan de normen kan ertoe leiden dat de accreditatie wordt ingetrokken. Een voorbeeld hiervan is Finsbury Park in Noord-Londen, dat in 2018 zijn Green Flag Award verloor.
Een gelijkaardige accreditatie, die gekenmerkt wordt door een Blauwe Vlag, dient voor de beoordeling van stranden.